# Concurso civil
El concurso civil es un procedimiento judicial mediante el cual una persona que se encuentra en situación de insolvencia, es sometida a la concurrencia de sus acreedores, bajo la dirección de un Síndico y la sanción Judicial, para el efecto de que sus bienes embargables sean rematados y el producto de los mismos se entregue a los acreedores en el orden y prelación que haya sido aprobado. Este procedimiento se puede llevar a cabo sobre dos hipótesis: 

## Concurso Civil Voluntario
En este caso, el propio insolvente, acude ante la Autoridad Judicial y se somete al procedimiento concursal de forma voluntaria, para esto debe acudir ante el Juez de su localidad reuniendo las siguientes condiciones: 
1. Presentarse por escrito.
2. Exponer las razones o causas de la insolvencia.
3. Exponer una lista detallada de sus activos y pasivos, en donde deberá indicar el nombre y domicilio de sus acreedores.

Con estos requisitos el Juzgador deberá dar entrada a su petición, decretar el Concurso del fallido, nombrar al Síndico, ordena la citación a los acreedores y el embargo de los bienes embargables propuestos por el concursado.

## Concurso Civil Necesario
En este supuesto, un acreedor que advierte que el deudor no cuenta con garantías suficientes para enfrentar el adeudo reclamado, o bien que con una misma garantía se pretende asegurar a dos acreedores sin que baste el valor de la garantía para cubrirlos, entonces puede solicitar al Juez de la causa que decrete el Concurso Necesario del deudor.
El efecto del decreto de Concurso tiene diversos efectos legales, los más importantes son los siguientes: 
- El Concursado no podrá hacer pago a ninguno de sus acreedores sin la aprobación judicial, caso contrario comete fraude en contra del resto de acreedores.
- El Concursado no podrá administrar sus bienes ni los de terceros.
- Los intereses pactados con los acreedores dejan de correr, para ajustarse al tipo legal, 6% anual para créditos mercantiles y 9% anual para créditos civiles.
- Los acreedores deberán demostrar sus créditos, exponiendo lo reclamado por capital y lo reclamado por intereses.
- Los bienes embargados al fallido se rematan para hacer pago con ellos a los créditos calificados de legales y en el orden aprobado.

El Concurso Civil es una figura jurídica que permite ordenar los adeudos de cualquier persona insolvente que no tenga el carácter de comerciante, le impide seguir endeudándose y le permite asegurar sus alimentos.
- Datos: Q5781234